# Ivan Kolev (labdarúgó)
Ivan Petkov Kolev (bolgárul: Иван Петков Колев, Szófia, 1930. november 1. – Szófia, 2005. július 1.) olimpiai bronzérmes bolgár válogatott labdarúgó.
A bolgár válogatott tagjaként részt vett az 1962-es és az 1966-os világbajnokságon, illetve az 1952., az 1956. és az 1960. évi nyári olimpiai játékokon.

## Sikerei, díjai
CSZKA Szofija
- Bolgár bajnok (12):  1951, 1952, 1954, 1955, 1956, 1957, 1958, 1958–59, 1959–60, 1960–61, 1961–62, 1965–66
- Bolgár kupa (5): 1951, 1954, 1955, 1961, 1965

Bulgária
- Olimpiai bronzérmes (1): 1956